# Romandie

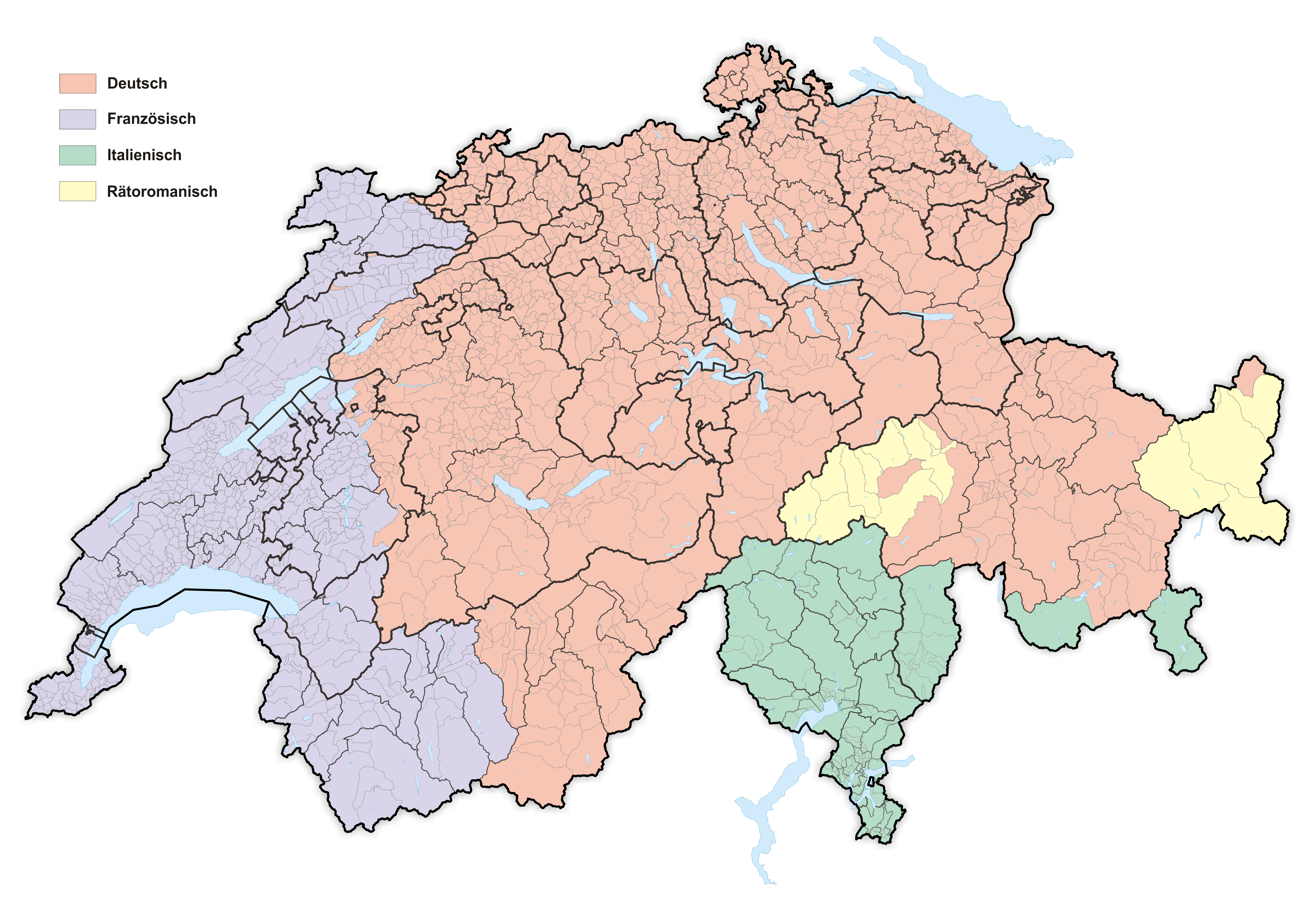
Sprachgebiete der Schweiz – Mehrheitsverhältnis nach der BFS-Erhebung 2010; Karte mit einem Gemeindebestand per 1. Januar 2025
Deutsch
(65,6 % der Bevölkerung; 73,3 % der Schweizer)
Französisch
(22,8 % der Bevölkerung; 23,4 % der Schweizer)
Italienisch
(8,4 % der Bevölkerung; 6,1 % der Schweizer)
Rätoromanisch
(0,6 % der Bevölkerung; 0,7 % der Schweizer)

Als Romandie bzw. Suisse romande (auch französischsprachige Schweiz bzw. französische Schweiz, welsche Schweiz, Welschland oder Westschweiz) werden die frankophonen Gebiete der Schweiz bezeichnet. Die Einwohner werden im schweizerischen Deutsch als Welsche, Romands oder Westschweizer bezeichnet.
Die Romandie besteht aus den Kantonen Genf, Jura, Neuenburg und Waadt mit Französisch als Amtssprache sowie den frankophonen Teilen der zweisprachigen Kantone Bern (Biel/Bienne, Berner Jura), Freiburg und Wallis (Unterwallis). Die ca. 2,2 Millionen Einwohner der Romandie stellen rund ein Viertel der schweizerischen Gesamtbevölkerung dar. Genf ist nach Zürich die zweitgrösste und Lausanne nach Basel die viertgrösste Stadt des Landes.

## Kulturelle Identität, Innen- und Aussensicht
Da die Sprachregionen im politischen System der Schweiz keine Bedeutung haben, handelt es sich bei der Romandie oder Westschweiz um eine eher diffuse kulturelle «Einheit», die hauptsächlich durch die gemeinsame Sprache definiert ist.
Die Bewohner der Romandie nennen sich selbst Suisses romands oder (kurz) Romands. Dadurch grenzen sie sich einerseits explizit von der restlichen Schweizer Bevölkerung ab, andererseits von den Franzosen.
Obwohl der Landesteil von Deutschschweizer Seite oft als kulturell einheitlich und mit einer eigenen Mentalität ausgestattet angesehen wird, betrachten sich die Romands oft mehr ihrem Herkunftskanton zugehörig als der Romandie. Eine gemeinsame Identität bildete sich erst im Gefolge der Spannungen zwischen der deutschen und der welschen Schweiz zu Anfang des 20. Jahrhunderts; vorher war diese in eine liberal-protestantische (Genf, Waadt, Neuenburg, Südjura) und eine katholisch-konservative (Freiburg, Wallis, Nordjura) geteilt. Heute jedoch wird die Existenz eines politisch-kulturellen sogenannten Röstigrabens als Grenze zur Deutschschweiz kaum je in Frage gestellt.
Politisch ist die Verbindung der Suisses romands zu Frankreich gering, doch kulturell (im engeren Sinne) naturgemäss stärker, während sich die Deutschschweiz eher nach Deutschland und die italienische Schweiz eher an Oberitalien orientieren.

## Sprache
In der Romandie wird generell eine auf dem Standardfranzösischen basierende Umgangssprache gesprochen. In der Aussprache und im Vokabular finden sich allerdings eine Reihe Unterschiede zur französischen Standardsprache und zur in Frankreich gesprochenen Umgangssprache. So heisst es in der Romandie beispielsweise septante (70), huitante (80, dies nur in den Kantonen Freiburg, Waadt und Wallis) und nonante (90) statt «soixante-dix», «quatre-vingts» und «quatre-vingt-dix». Frequent sind auch Germanismen (die sich häufig hinter Lehnübersetzungen wie papier-ménage für «Haushaltspapier» verbergen), eigenständige Regionalismen (wie roille für «Regenguss») und Archaismen (wie déjeuner für «Frühstück» und dîner für «Mittagessen»). Die angestammten Dialekte (Patois) der frankoprovenzalischen Sprache und im Kanton Jura sowie Berner Jura der Langues d’oïl sind hingegen vom Aussterben bedroht (1990 sprachen nur noch 2 % der frankophonen Bevölkerung der Schweiz Patois).
Gebärdensprache
In der Romandie wird die Westschweizer Gebärdensprache verwendet, die Langue des signes Suisse romande (LSF-SR). Sie ist ein Dialekt der Langue des signes française (LSF). LSF-SR gehört wie die Deutschschweizer Gebärdensprache und die Tessiner Gebärdensprache zur Familie der französischen Gebärdensprachen.

## Kultur

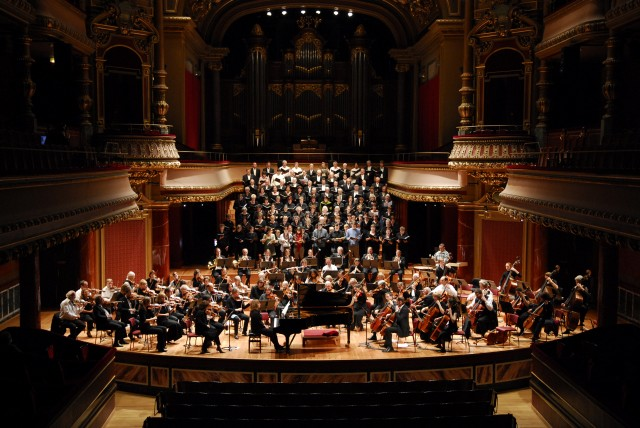
Orchestre de la Suisse Romande in der Genfer Victoria Hall

Die französische Schweiz ist einerseits sprachlich eng mit dem Kulturleben des Nachbarstaats Frankreich verbunden, jedoch auch stark durch den Austausch mit den anderen Sprachregionen, vornehmlich der Deutschschweiz, geprägt. Obwohl der Landesteil kulturell sehr vielfältig und durch eine Vielzahl jeweils unterschiedlicher Einflüsse geprägt ist, lassen sich als allgemeine Kulturzentren der französischen Schweiz die Städte Genf und Lausanne nennen. In Genf befindet sich demnach der Sitz des Orchestre de la Suisse Romande, das regelmässig in der Victoria Hall und dem Conservatoire der Stadt auftritt. Im Kanton Waadt hingegen findet jährlich das Montreux Jazz Festival statt, das ein hohes internationales Ansehen geniesst. In Prangins, zwischen den beiden Städten gelegen, findet sich zudem der Westschweizer Sitz des Schweizerischen Nationalmuseums, das Schloss Prangins.

### Museen
In Genf befinden sich unter anderem das Musée d’art et d’histoire, das Musée Ariana (Porzellanmuseum), die Bibliotheca Bodmeriana (in Cologny), die seit dem Jahr 2015 zum UNESCO-Weltdokumentenerbe zählt, die Maison Tavel, das Voltaire-Museum, das Internationale Museum der Reformation, das Musée d’art moderne et contemporain (MAMCO) sowie das Museum für Ethnographie, das im Jahr 2017 mit dem Europäischen Museumspreis ausgezeichnet wurde.

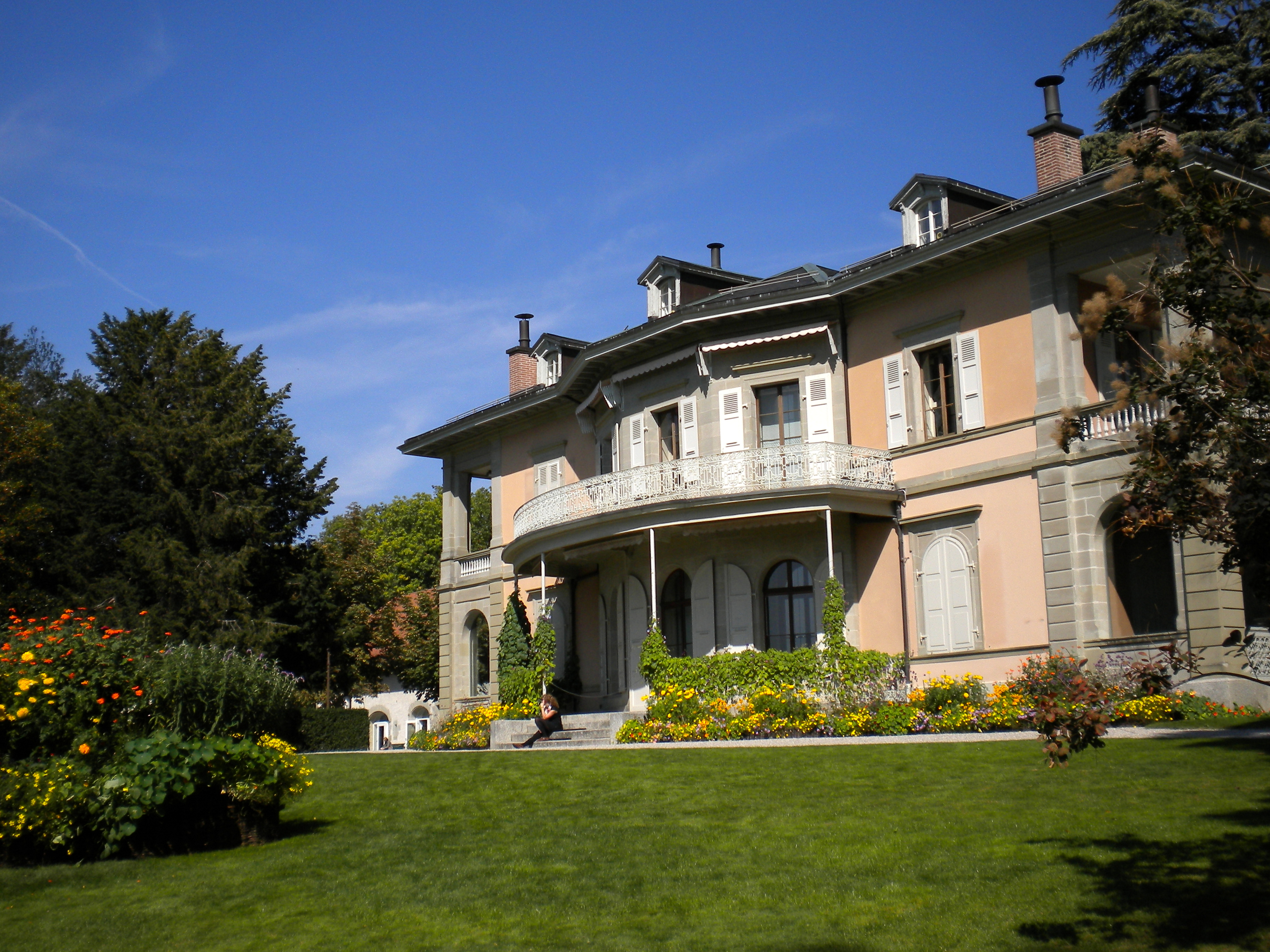
Die Fondation de l’Hermitage in Lausanne

Lausanne ist Sitz des Museums für Fotografie, des Musée de l’Elysée, der Fondation de l’Hermitage, einer städtischen Kunstsammlung, sowie des Olympischen Museums. Weiter befinden sich im Kanton das Schloss Prangins, das vom Bund als Nationalmuseum betrieben wird, und seit 2016 auch Chaplin’s World am früheren Wohnsitz des Schauspielers Charlie Chaplin in Corsier-sur-Vevey.
In Neuenburg ist das Musée d’ethnographie de Neuchâtel angesiedelt, das seinen Forschungsschwerpunkt auf den afrikanischen Kontinent legt und zu den grössten ethnographischen Museen des Landes gehört. Zu nennen ist ebenfalls das Laténium, das kantonale archäologische Museum, sowie das Centre Dürrenmatt, das die Gemälde und Zeichnungen des ehemals in Neuenburg lebenden Schriftstellers Friedrich Dürrenmatt ausstellt.
In Freiburg im Üechtland sind das Gutenberg Museum angesiedelt, das seinen Sitz bis zum Jahr 2000 in Bern hatte, das Museum für Kunst und Geschichte im Ratzéhof, das Naturhistorische Museum sowie der Espace Jean Tinguely-Niki-de-Saint-Phalle.
In den Kantonen Jura und Wallis werden zum einen La Traction, ein Depot für alte Eisenbahnen in Montfaucon (JU), und zum anderen in Martigny die Fondation Gianadda, samt Skulpturengarten, betrieben.

### Kulturschaffende

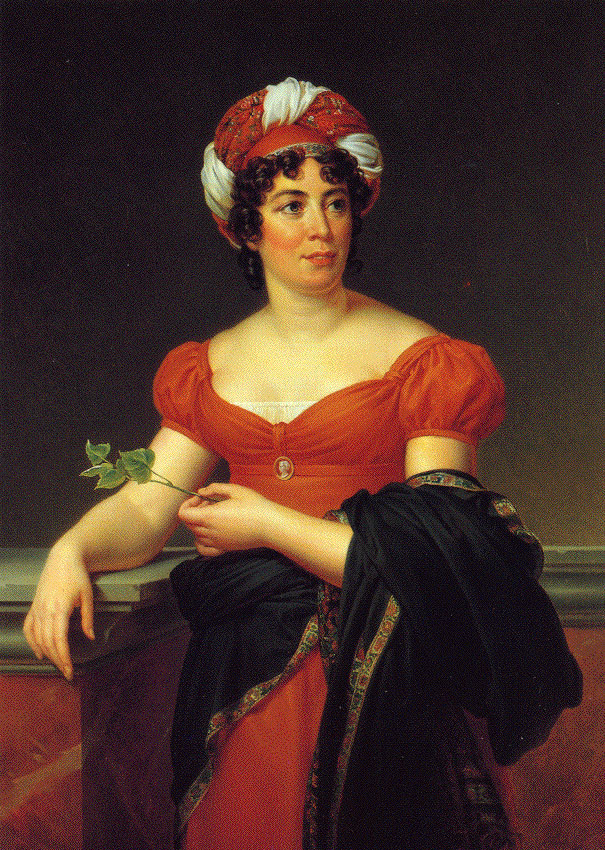
Bildnis der Germaine de Staël nach François Gérard um 1810, die in Coppet ein Refugium für Intellektuelle der europäischen Aufklärung schuf

Zu den namhaften Kulturschaffenden der Region zählen unter anderem der in Genf geborene Schriftsteller und Philosoph der Aufklärung Jean-Jacques Rousseau und zeitgleich auch Voltaire, der sich in der Region Genf und später in Lausanne niederliess und das kulturell-politische Leben der französischen Schweiz stark mit zu beeinflussen wusste. Während der Helvetik und Mediationszeit prägte dann vor allem die um Germaine de Staël versammelte Groupe de Coppet auf Schloss Coppet am Genfersee das Geistesleben des heutigen Landesteils. Besondere Bekanntheit erhielt Germaine de Staël als Schriftstellerin durch ihr Werk Über Deutschland von 1813, in dem sie einem nichtdeutschsprachigen Publikum die Verdienste und Werke des deutschsprachigen Kulturraumes näherzubringen versuchte. Weiter wirkte sie aber auch als Salonnière, bei der sich zahlreiche Grössen des europäischen Intellektuellenkosmos wiederfanden. Zu nennen sind u. a. die Namen von Lord Byron, Chateaubriand, Benjamin Constant (mit dem sie auch eine Liebesbeziehung verband), Wilhelm von Humboldt, Jean-Jacques Rousseau, August Wilhelm Schlegel oder Jean de Sismondi. In minderem Masse beeinflusste auch Isabelle de Charrière in Neuenburg als Salonnière das Westschweizer Geistesleben im Sinne der Aufklärung.
Im 19. Jahrhundert zeichnete sich vor allem der Raum Genf mit seinem See als Anziehungsort für englischsprachige Literaten aus. So sind etwa mit dem Genfer Nobelvorort Cologny Mary Shelley, die in der dortigen Villa Diodati ihren Roman Frankenstein schrieb, der Schriftsteller John Polidori und der Dichter Lord Byron verbunden, nach dem in der Gemeinde noch immer eine prominente Aussichtsplattform benannt ist.

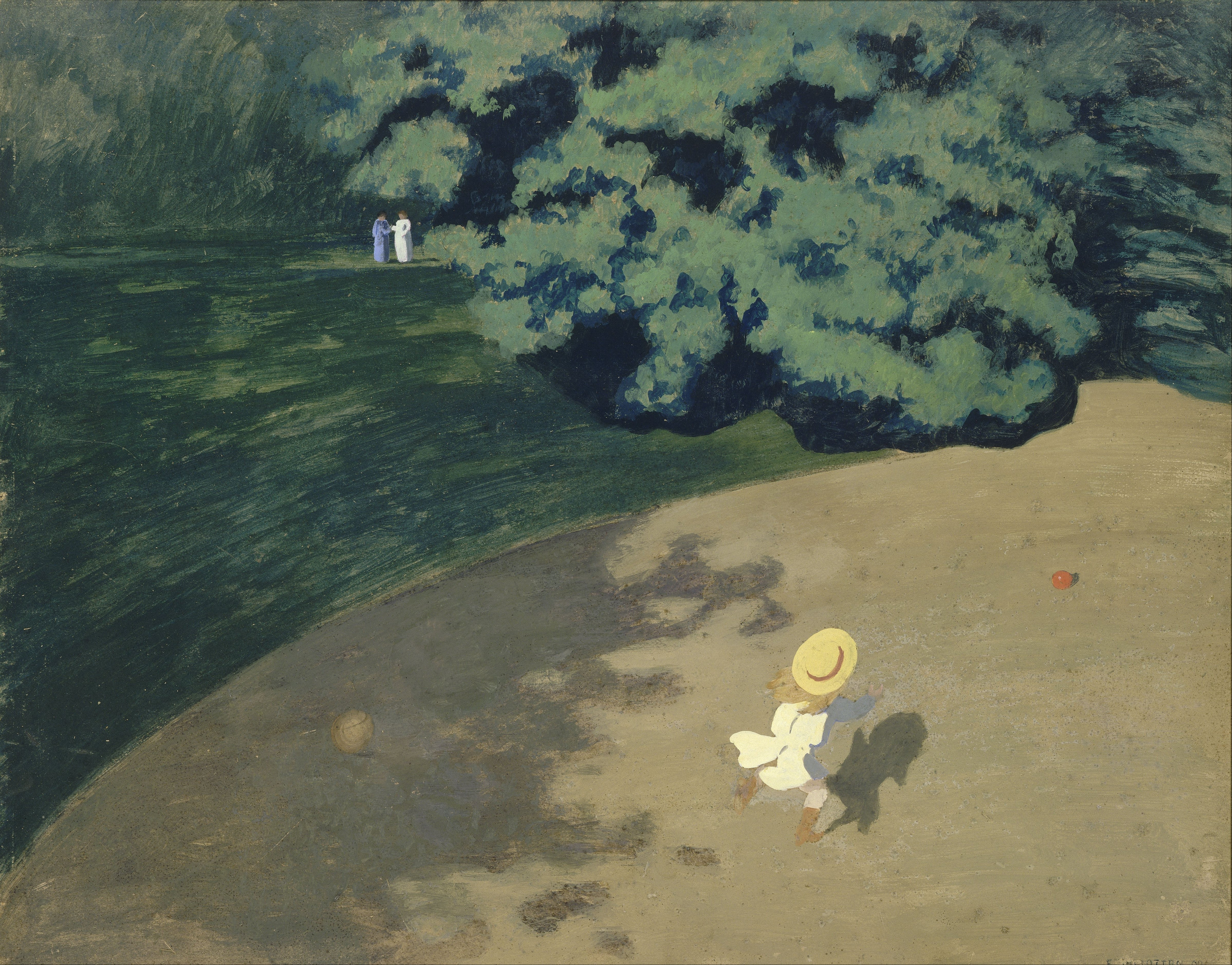
Félix Vallottons «Le Ballon» (1899) zählt zu den berühmtesten Werken des Waadtländer Künstlers und wird heute im Musée d’Orsay in Paris ausgestellt

Des Weiteren ist der aus der Waadt stammende Schriftsteller und Dichter Charles-Ferdinand Ramuz zu nennen, der zuweilen als Schweizer Nationaldichter bezeichnet wird. Zu den fünf frankophonen Schriftstellern der Schweiz, die in die prestigeträchtige Bibliothèque de la Pléiade des Gallimard-Verlags aufgenommen wurden, gehören neben Jean-Jacques Rousseau und Charles-Ferdinand Ramuz auch Blaise Cendrars, der sich vor allem als Abenteuer-Schriftsteller (u. a. zahlreiche Reisen nach Brasilien, die Chinesische Republik und Kalifornien in der ersten Hälfte des 20. Jahrhunderts) für Erwachsene einen Namen machte, sowie Albert Cohen, der mit seinem Roman Die Schöne des Herrn im Jahr 1968 den Prix Goncourt gewann, als auch der Lyriker und Übersetzer Philippe Jaccottet, der ausserdem zur kleinen Gruppe von Autoren gehört, die bereits zu Lebzeiten in die Reihe des Verlags aufgenommen wurden. Der Gründer der Reihe war dabei der russisch-jüdische Verleger und Journalist Jacques Schiffrin, der an der Universität Genf in den 1920er-Jahren das Studium der Rechtswissenschaften abschloss.
Weiter zu erwähnen sind die Genfer Philosophin und Autorin Jeanne Hersch, der Waadtländer Dichter und Schriftsteller Jacques Chessex, der im Jahr 2004 den Prix Goncourt für Dichtung erhielt, und der in Montreux ansässige russisch-amerikanische Schriftsteller Vladimir Nabokov.
Im Bereich der bildenden Künste ist es im ausgehenden 19. und beginnenden 20. Jahrhundert hingegen vor allem der in Lausanne geborene Félix Vallotton, der international eine hohe Anerkennung für sein Schaffen erhielt. Nach seiner in der waadtländischen Hauptstadt verbrachten Kindheit und Jugend entschloss er sich, nach Paris zu übersiedeln, wo er sich im Quartier Saint-Germain-des-Prés niederliess und durch seine Immatrikulation an der Académie Julian schnell Eingang in die Künstlerszene der Hauptstadt fand. Seine zahlreichen Ausstellungen während der Pariser Universalausstellungen zur Jahrhundertwende erlaubten es ihm, seine Werke mit Erfolg auch international sichtbar zu machen. Sein Œuvre, das sich sowohl aus Bildern als auch zahlreichen Holzstichen zusammensetzt, befindet sich heute über alle Kontinente hinweg in den einschlägigen Kunstmuseen ausgestellt.

## Hochschulwesen

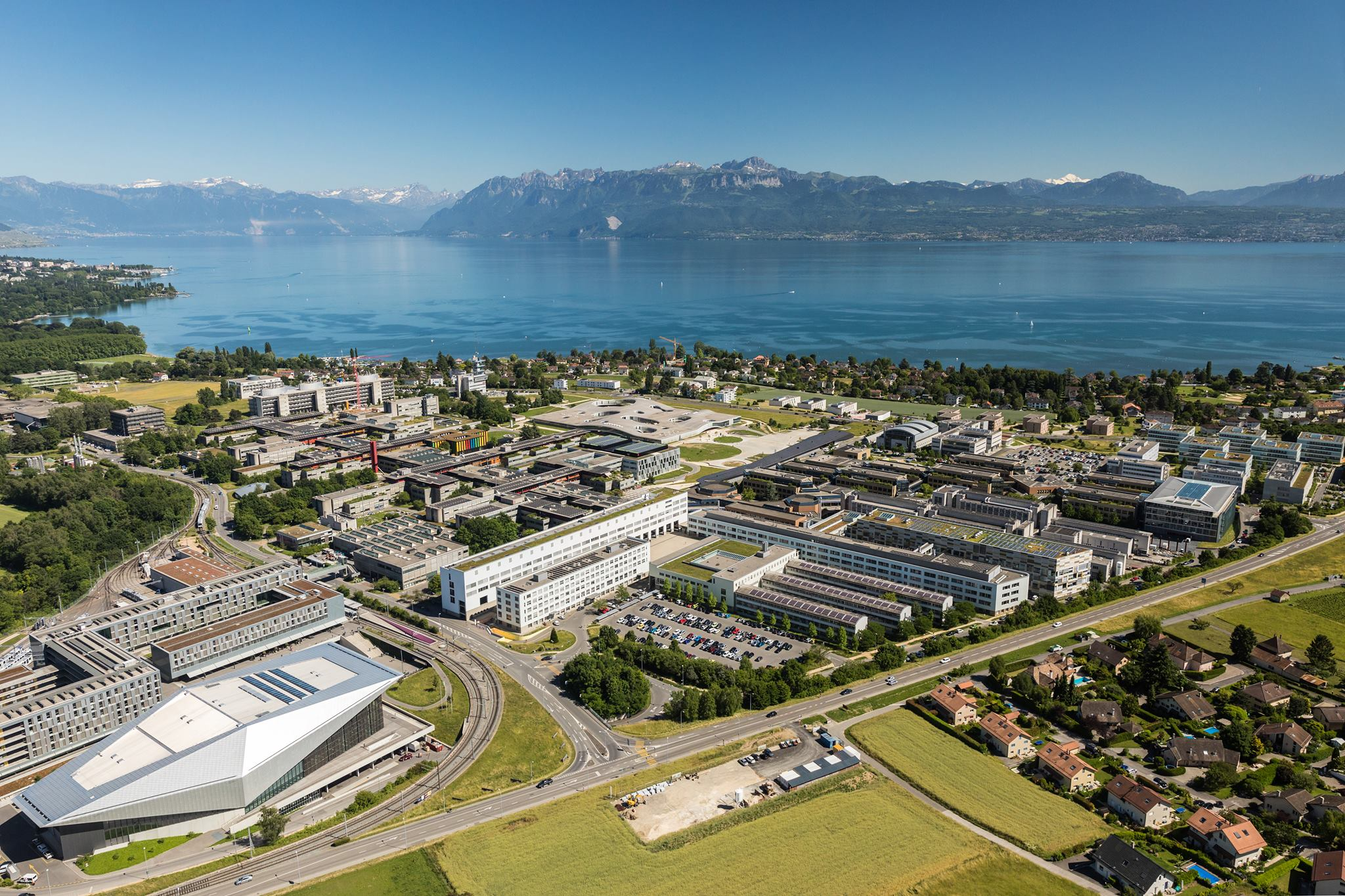
Der Campus der ETH Lausanne bildet zusammen mit der Universität Lausanne eines der grössten Hochschulzentren der Schweiz

Im Gegensatz zur Deutschschweiz betreiben alle Westschweizer Kantone mit Ausnahme der Kantone Jura und Wallis eine eigene Universität. Im Jahr 1537 wurde in Lausanne die Académie de Lausanne gegründet, die zuerst als Ausbildungsstätte für Pastoren konzipiert war und massgeblich vom französischen Theologen und Reformator Théodore de Bèze geprägt wurde. Im Jahr 1890 erhielt die Hochschule dann endgültig den Status einer Universität und wurde zur Université de Lausanne umgewandelt. Gemeinsam mit der École polytechnique fédérale de Lausanne (EPFL resp. ETH Lausanne) unterhält die Waadtländer Hauptstadt somit heute eines der grössten Hochschulzentren der Schweiz.
In Genf wurde im Jahr 1559 vonseiten des Reformators Jean Calvin ebenfalls die Académie de Genève gegründet, die zwar noch nicht den Status einer offiziellen Universität besass wie die Universität Basel, die die erste und bis ins 19. Jahrhundert einzige offizielle Universität der heutigen Schweiz war, jedoch ebenfalls bald eine grosse internationale Ausstrahlungskraft genoss und im Jahr 1873 zur Université de Genève umgewandelt wurde. Im Jahr 2018 kamen ungefähr 40 % aller Studierenden aus dem Ausland.
In der Stadt Freiburg i. Üe. wurde im Jahr 1889 vom kantonalen Parlament der Anstoss zur Eröffnung der ersten Universität der «katholischen Schweiz» gegeben. Die Universität Freiburg ist heute die einzige offiziell zweisprachige Hochschule (Französisch und Deutsch) des Landes. Ihre Ursprünge reichen aber deutlich weiter zurück. So wird das 1582 gegründete Kollegium Sankt Michael und insbesondere dessen Theologische Fakultät als erste Keimzelle der Universität angesehen. Eine weitere Vorläuferin der Universität war die 1763 gegründete Rechtsakademie («Rechtsschule»), die sich im Albertinum befand und sich 1889 der neu gegründeten Universität als Juristische Fakultät angliederte. Das 1941 eingeweihte Hauptgebäude der Universität, die Miséricorde, wurde vom Le-Corbusier-Schüler Denis Honegger entworfen. Die Universität zählt heute rund 10'000 Studierende.
Die Université de Neuchâtel geht ihrerseits auf die Gründung einer Akademie im Jahr 1838 vonseiten Friedrich Wilhelms IV. von Preussen, des damaligen Fürsten von Neuenburg, zurück. Sie wurde im Jahr der schweizerischen Bundesstaatsgründung 1848 vom Grossen Rat des Kantons geschlossen und im Jahr 1909 in Form und Status einer Volluniversität wiedereröffnet. Nach einem Ranking von Times Higher Education aus dem Jahr 2016 zählt die Universität zu den Top 20 der kleinen Universitäten der Welt mit einer Studierendenzahl von unter 5'000.
Die Haute école spécialisée de Suisse occidentale HES-SO (Fachhochschule Westschweiz) ist eine zentral geführte Hochschule für angewandte Wissenschaften in der Westschweiz. Sie umfasst 28 Schulen in den Kantonen Bern, Freiburg, Genf, Jura, Neuenburg, Wallis und Waadt. Mit über 19'000 Studierenden ist die HES-SO, nach der Zürcher Fachhochschule, die zweitgrösste Fachhochschule der Schweiz.
In der Westschweiz befinden sich zudem mehrere Pädagogische Hochschulen:
- Haute école pédagogique Berne-Jura-Neuchâtel (HEP BEJUNE) in Biel/Bienne, Delémont und La Chaux-de-Fonds
- Haute école pédagogique vaudoise (HEP-VD) in Lausanne
- Pädagogische Hochschule Freiburg (PH-FR) in Freiburg
- Pädagogische Hochschule Wallis (PH-VS) in Brig-Glis und St-Maurice

## Medienlandschaft

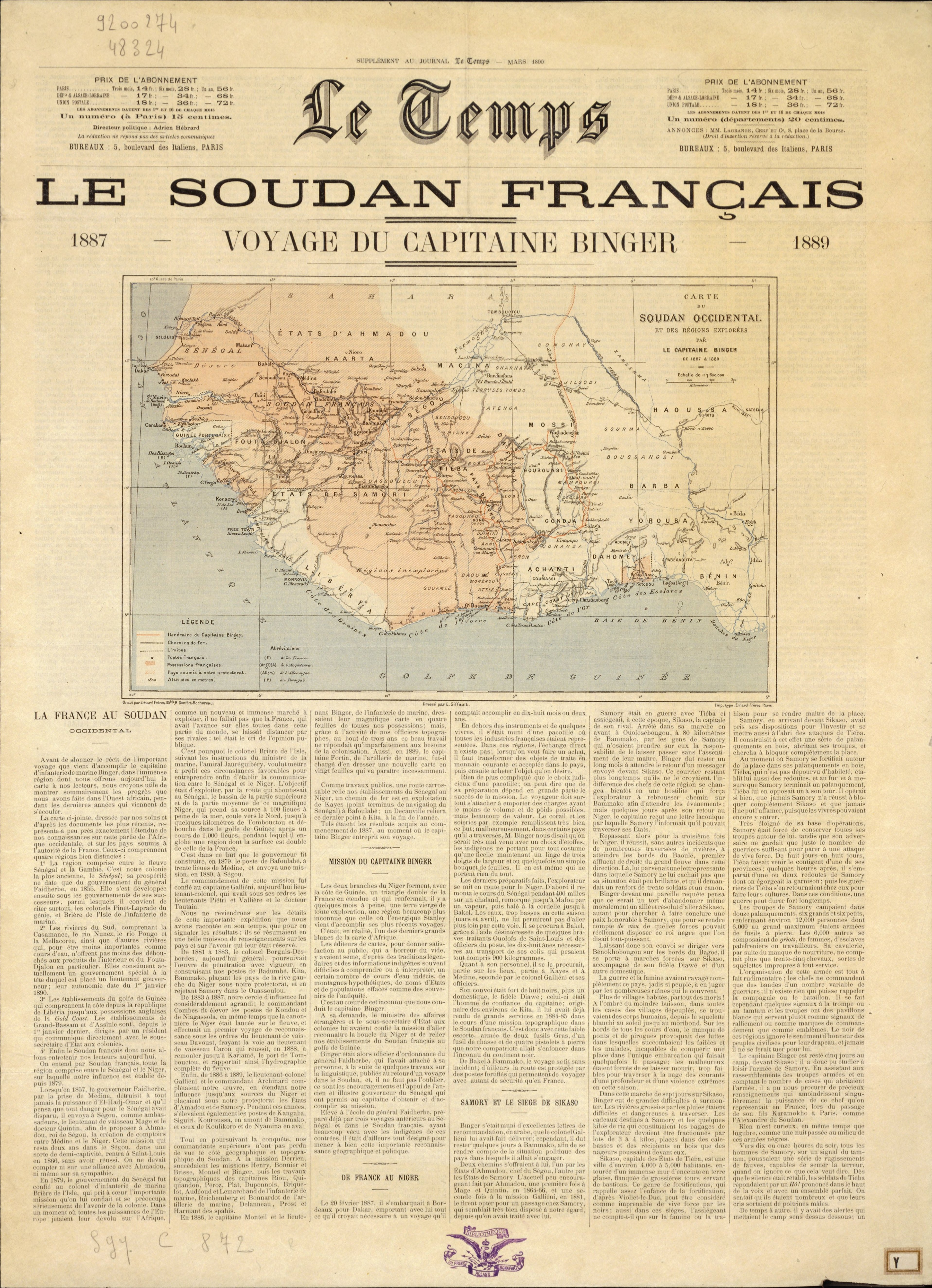
Die ehemalige Referenzzeitung der Dritten Französischen Republik diente als Vorbild bei der Namensgebung des Westschweizer Leitmediums
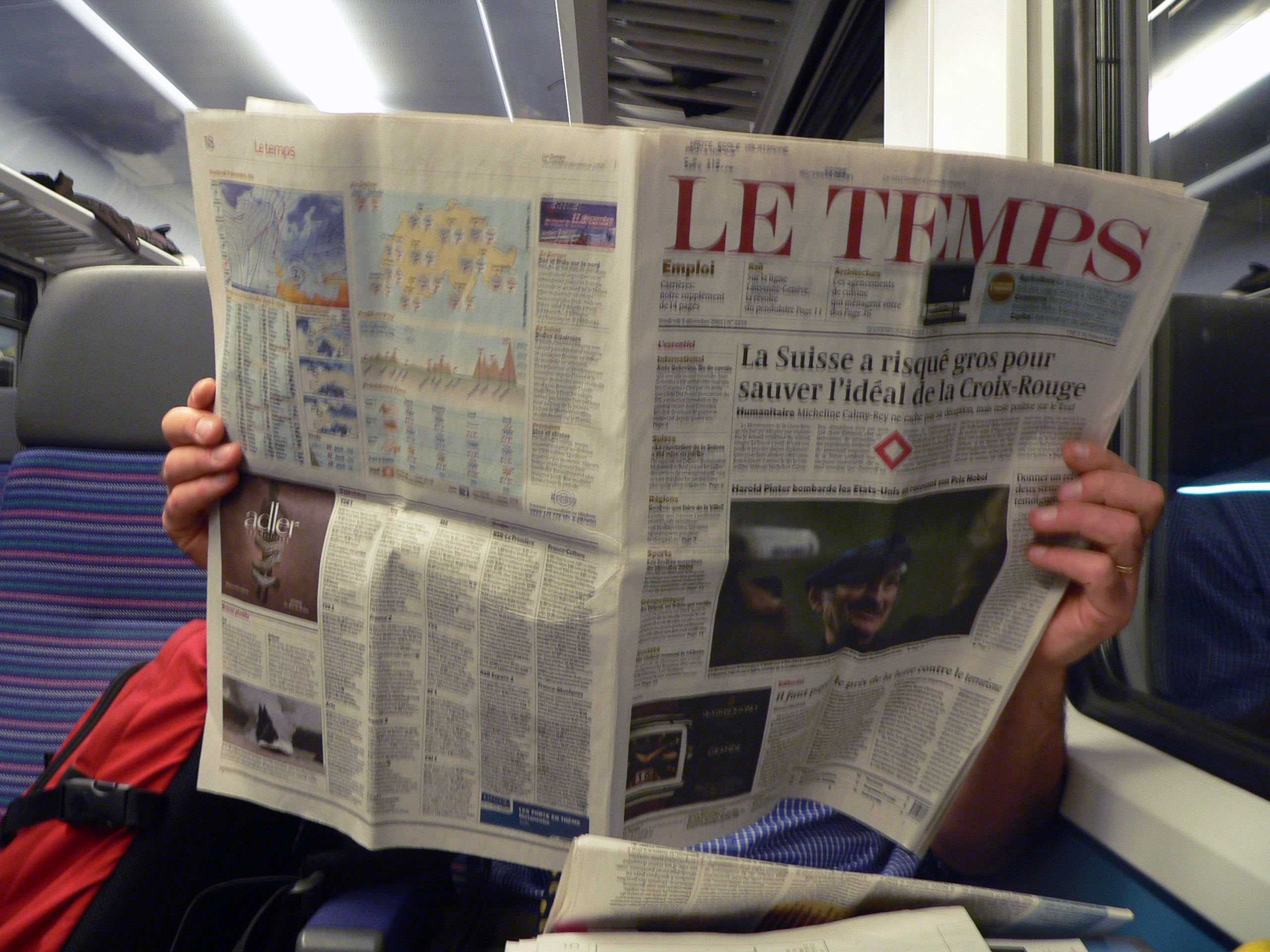
Das Westschweizer Leitblatt «Le Temps» wurde im Jahr 1998 nach einem Zusammenschluss der beiden grössten Zeitungen des Landesteils gegründet und hat heute seinen Sitz in Genf

Als Referenzzeitung der Schweiz französischer Sprache zählt gemeinhin das Blatt Le Temps («Die Zeit»). Die Zeitung wurde im Jahr 1998 aus dem Zusammenschluss des Journal de Genève et Gazette de Lausanne (des ehemaligen Leitmediums der Westschweiz) und dem Le Nouveau Quotidien gegründet. Die Zeitung wird in allen Landesteilen der Schweiz sowie in Frankreich und den frankophonen Teilen Europas vertrieben. Ihren Namen erhielt die Zeitung vom ehemaligen Leitblatt der Dritten Französischen Republik (ab dem Jahr 1944 Le Monde). Sie hat ihren Sitz heute in Lausanne.
Von regionaler Bedeutung sind ebenfalls die Zeitungen Tribune de Genève, die im Jahr 1879 vonseiten des US-amerikanischen Unternehmers James T. Bates gegründet wurde. Sie war als Nachfolgeblatt der englischsprachigen Geneva Times konzipiert worden. Seit dem Jahr 2011 gehört die Zeitung der Mediengruppe Tamedia. Sowie auf der anderen Seite die 24 heures («24 Stunden»), die die auflagenstärkste Zeitung des Landesteils ist, in ihrer Ausrichtung und Strahlkraft allerdings regional verankert bleibt; seit dem Jahr 2009 gehört sie ebenfalls zum Tamedia-Konzern.
Ebenfalls von regionaler Bedeutung war im 20. und 21. Jahrhundert die Boulevardzeitung Le Matin («Der Morgen»), die seit dem Jahr 2018 nunmehr als Internet-Zeitung erscheint. Sie wurde im Jahr 1911 ursprünglich als Tribune de Lausanne gegründet. Die Schwesterzeitung Le Matin Dimanche («Der Sonntagmorgen») stellt heute den gedruckten Fortgang des Blattes sicher. Im frankophonen Gebiet des Kantons Freiburg und den angrenzenden Gebieten der Waadt zählt die Zeitung La Liberté («Die Freiheit») als führendes Blatt, sie geht auf das Jahr 1871 zurück. Im frankophonen Gebiet des Kantons Wallis gilt hingegen Le Nouvelliste als Leitblatt, die Zeitung geht ihrerseits auf das Jahr 1903 zurück. Seit dem Jahr 1993 wird zudem von Delsberg aus Le Quotidien jurassien vertrieben, das Blatt gilt als wichtigstes Medium des Kantons Jura und des Berner Juras. Das in Biel beheimatete Journal du Jura deckt als Regionalzeitung nebst der Stadt Biel vor allem den Berner Jura ab.
Nationale Bedeutung im Bereich von Radio und Fernsehen geniessen das in Genf und Lausanne beheimatete öffentlich-rechtliche Unternehmen Radio Télévision Suisse (RTS), das wiederum der Schweizerischen Radio- und Fernsehgesellschaft (SRG SSR) in Bern angegliedert ist. RTS ist Teilhaber von TV5 Monde, weswegen eine gewisse Anzahl von Fernsehprogrammen auch durch diesen Kanal empfangen und ausgestrahlt werden kann.

## Religionen und Weltanschauungen
Wie im Allgemeinen in der Schweiz fallen religiöse Belange juristisch und gesellschaftlich in den Hoheitsbereich der Kantone. Traditionell wichtig ist hier ebenso wie in der Deutschschweiz die Unterscheidung zwischen protestantisch und katholisch geprägten Gebieten. Die Kantone Genf, Neuenburg, Waadt und das frankophone Teilgebiet des Kantons Bern gehören hierbei der Tradition nach zum protestantischen Block. Die Stadt Genf ist als Wirkungsstätte des Reformators Johannes Calvin historisch eines der Zentren der protestantischen Reformation mit weltweiter Ausstrahlung («protestantisches Rom»). Demgegenüber sind die Kantone Freiburg (Bistum Lausanne, Genf und Freiburg), Jura (Bistum Basel) und Wallis (Bistum Sitten) traditionell katholisch geprägt.

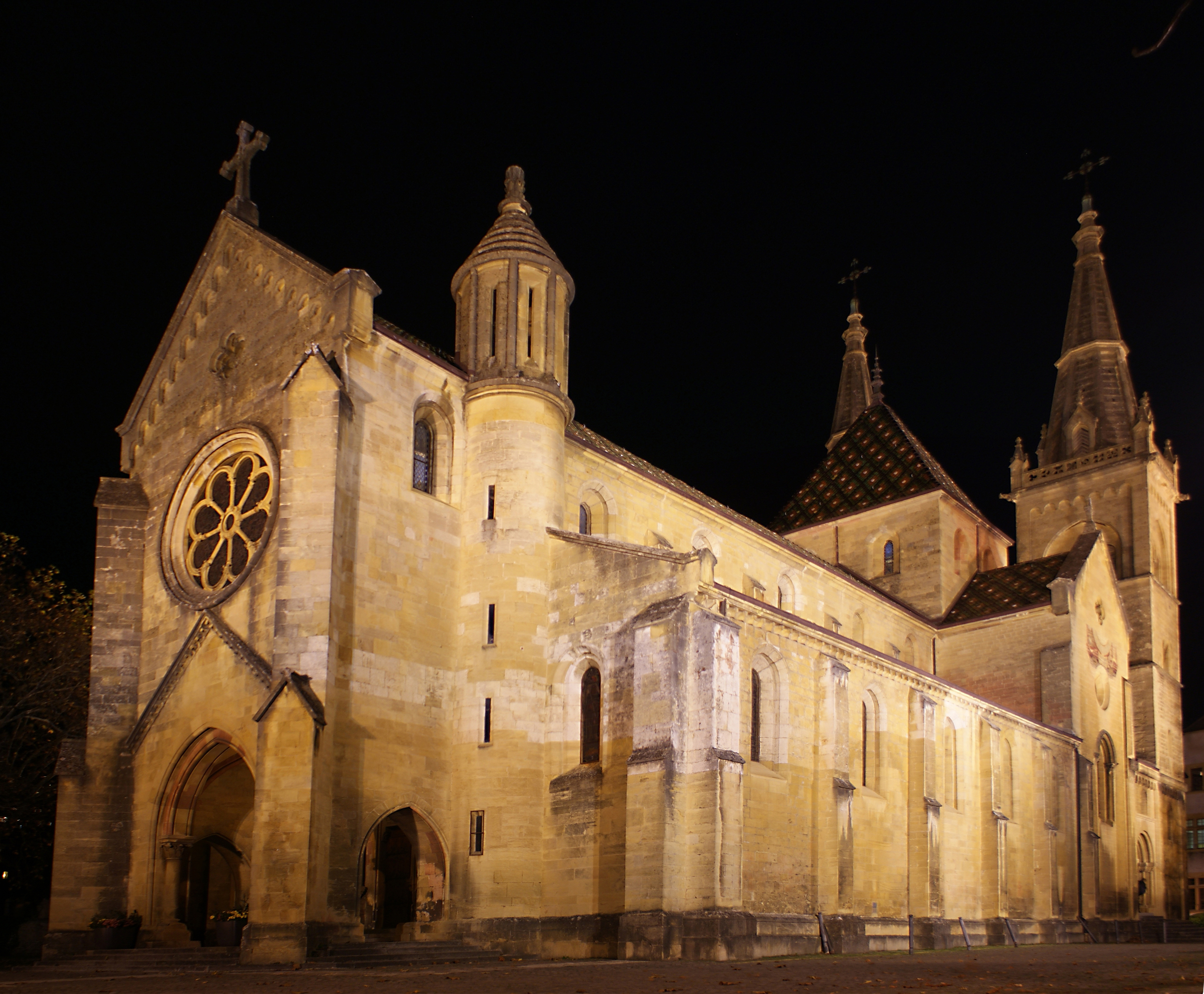
Église Collégiale in Neuenburg (evangelisch-reformiert)
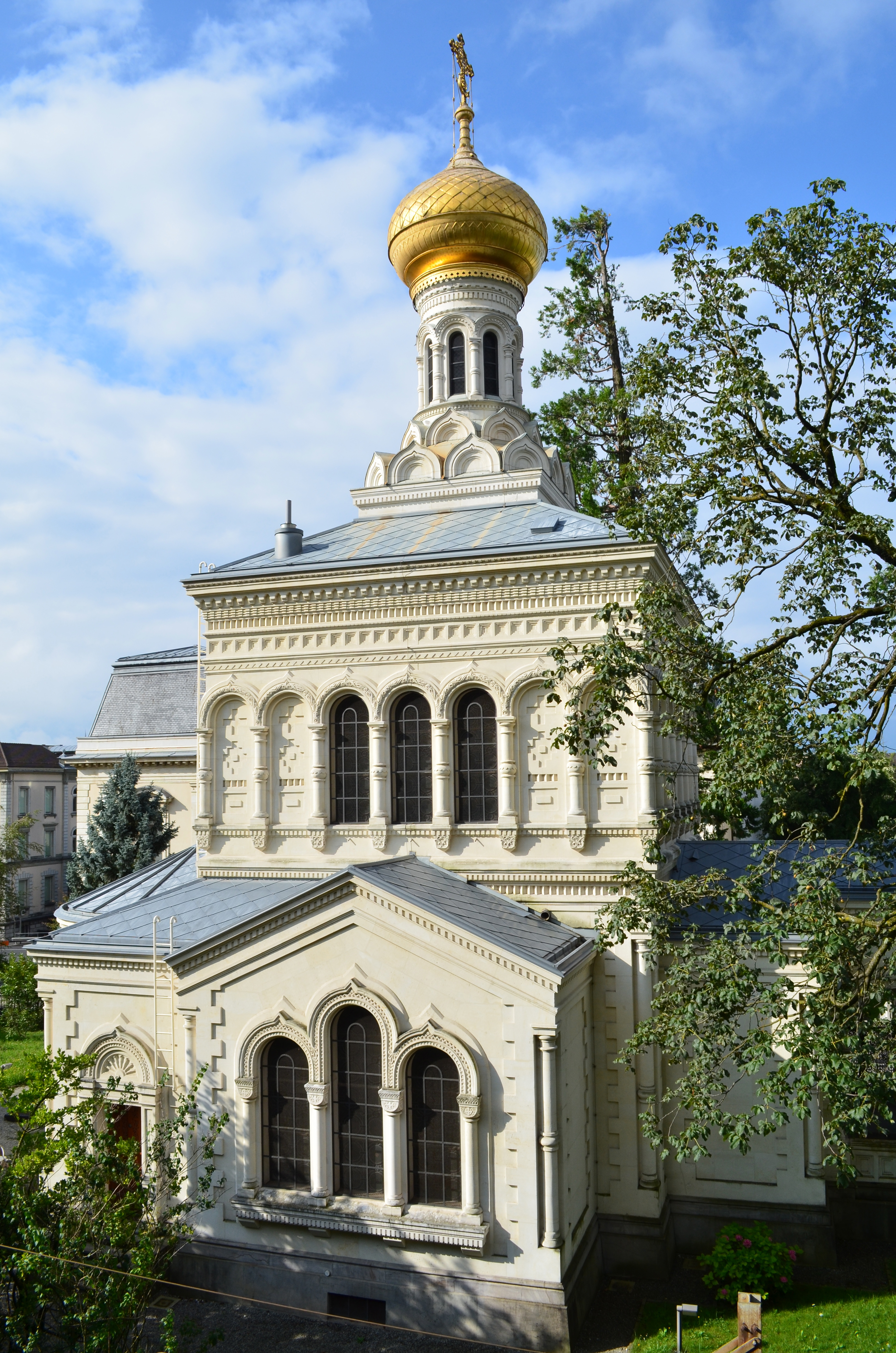
Die russisch-orthodoxe Kirche von Vevey
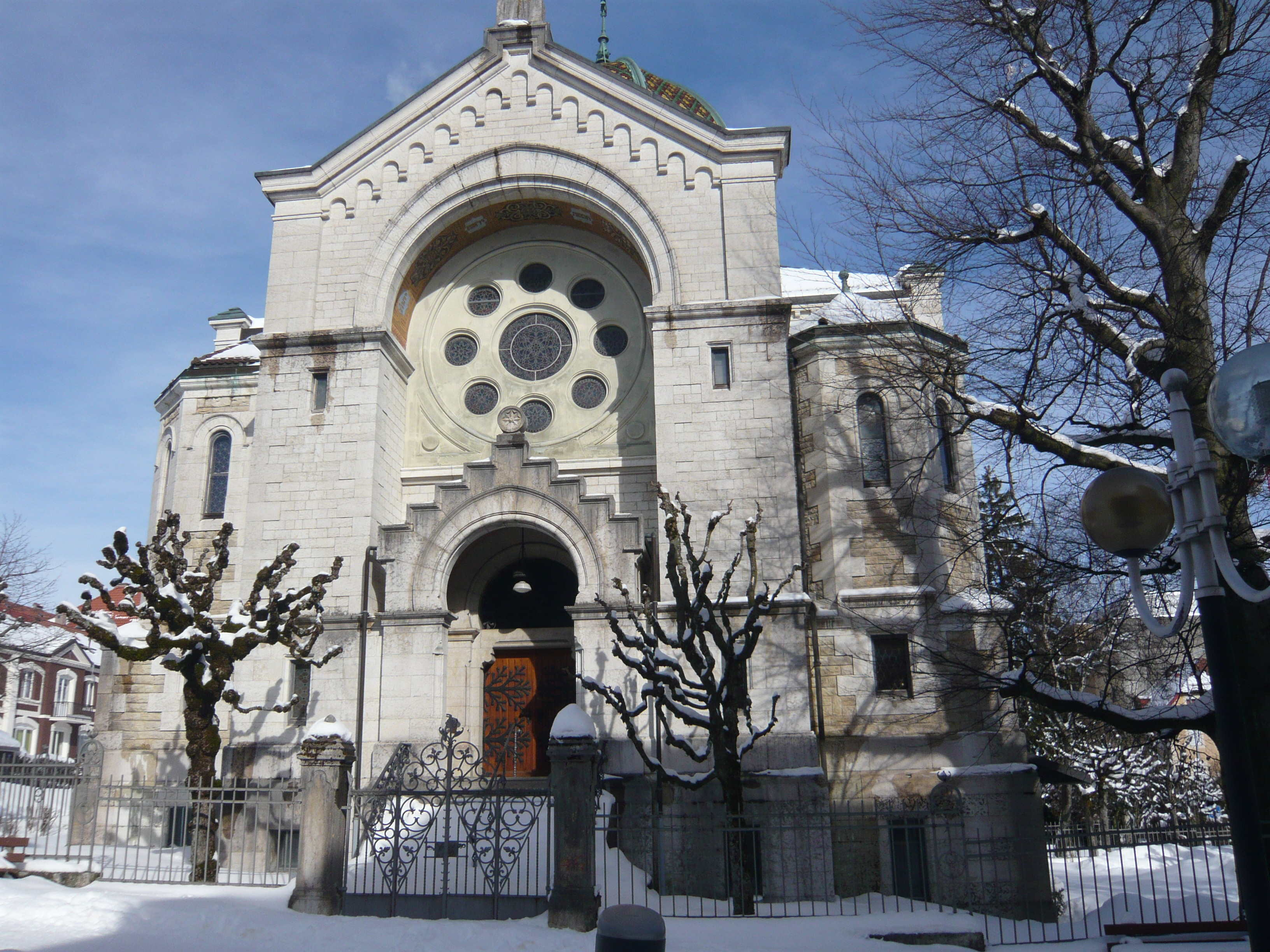
Synagoge von La Chaux-de-Fonds
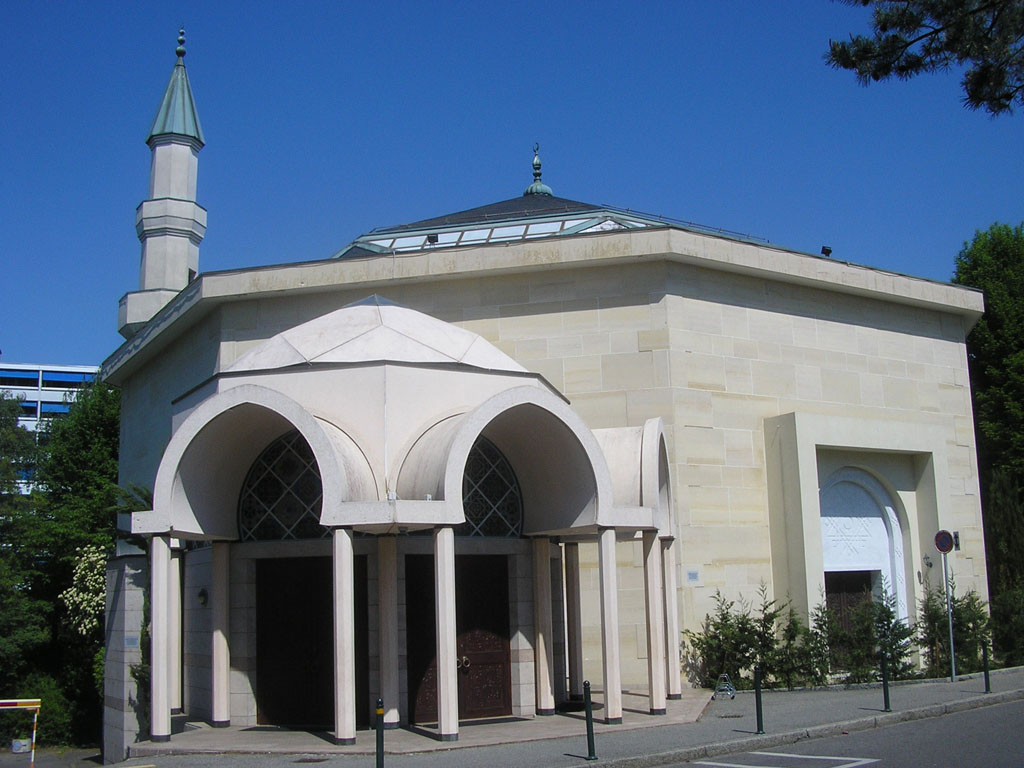
Genfer Moschee

Die Kantone Genf und Neuenburg sind heute als einzige der gesamten Schweiz nach französischem Vorbild laizistisch verfasst und kennen somit keine Landeskirchen resp. andere öffentlich-rechtliche Anerkennungen religiöser Institutionen.
In Genf befindet sich heute auch eine hinsichtlich Grösse und regionaler Sichtbarkeit wichtige katholische und russisch-orthodoxe Glaubensgemeinschaft. Die russisch-orthodoxe Kirche Genfs (frz. Église russe) wurde im Jahr 1859 mit der Unterstützung der russischen Grossfürstin Anna Fjodorowna als erstes Gotteshaus der Glaubensgruppe in der Schweiz erbaut (der Schriftsteller Fjodor Dostojewski liess hier u. a. auch seine Tochter Sophie taufen, welche allerdings nach drei Monaten bereits starb und in der Stadt begraben liegt).
Zu den historisch und architektonisch bedeutenden Kirchenbauten der Romandie zählen unter anderem die Kathedrale St. Peter (Genf; evangelisch-reformiert), die Kathedrale Notre-Dame (Lausanne; evangelisch-reformiert), die Kathedrale St. Nikolaus (Freiburg; römisch-katholisch), die Kathedrale Unserer Lieben Frau (Sitten; römisch-katholisch), die Kollegiatkirche Notre-Dame (Neuenburg; evangelisch-reformiert), die Stadtkirche St. Benedikt (Biel; evangelisch-reformiert) und die Abteikirche St-Maurice (St-Maurice VS; römisch-katholisch).
Die Stadt Genf gilt sodann als wichtiges Zentrum der muslimischen und jüdischen Glaubensgemeinschaften der Schweiz (zusammen mit den anderen beiden Grossstädten des Landes, Zürich und Basel). Es befinden sich hier die 1978 vom saudi-arabischen König Chalid ibn Abd al-Aziz und vom Schweizer Bundespräsidenten Willi Ritschard eingeweihte Genfer Moschee, die zugleich auch das grösste muslimische Gotteshaus der Schweiz ist. Zum anderen ist die Stadt mit der Hekhal-Haness-Synagoge auch eines der grössten europäischen Zentren der Sephardim. Der Anteil der muslimischen Einwohner des Stadtkantons beläuft sich auf rund 21'000 Menschen, während die jüdischen Glaubensgemeinschaften insgesamt knapp 4'000 Mitglieder zählen.
In den Städten Biel/Bienne, Delsberg, Freiburg und La Chaux-de-Fonds befinden sich ebenfalls weitere historische Kleinzentren der jüdischen Gemeinschaften der Schweiz. Im Kanton Waadt wird neben den beiden Landeskirchen die kantonale jüdische Gemeinschaft mit Sitz in Lausanne ebenfalls öffentlich-rechtlich anerkannt. Die jüdische Glaubensgemeinschaft des Kantons (vornehmlich auf die Stadt Lausanne und den Genferseebogen konzentriert) zählt insgesamt ca. 1'800 Menschen, während die muslimische Bevölkerung des Kantons auf 31'000 Menschen kommt.
Ähnlich den allgemeinen Tendenzen der Gesamtschweiz ist auch in den urbanen Zentren der französischen Schweiz eine grössere Bewegung hin zur Konfessionslosigkeit festzustellen. Inzwischen zählt die Gruppe der Konfessionslosen im Jahr 2016 gemäss Angaben des Bundesamts für Statistik in Neuenburg im Gebiet der Westschweiz ca. 500'000 Menschen. Im Stadtkanton Genf kommen auf insgesamt rund 400'000 Einwohner ungefähr 100'000 Konfessionslose. Im ländlich-geprägten Kanton Jura hingegen kommen auf die erfassten 60'000 Einwohner bloss rund 8'000 Konfessionslose.

## Grösste Städte der Romandie
| Rang | Name              | 2022    | 2020    | 2015    | 2010    | 2005    | 2000    | 1995    | Kanton    |
| ---- | ----------------- | ------- | ------- | ------- | ------- | ------- | ------- | ------- | --------- |
| 1.   | Genf *            | 203'840 | 203'856 | 201'164 | 187'470 | 178'722 | 174'999 | 173'549 | Genf      |
| 2.   | Lausanne *        | 141'418 | 140'202 | 135'629 | 127'821 | 117'388 | 114'889 | 115'878 | Waadt     |
| 3.   | Biel/Bienne       | 55'070  | 55'206  | 54'163  | 51'203  | 48'735  | 48'840  | 50'733  | Bern      |
| 4.   | Neuenburg *       | 44'597  | 33'455  | 33'641  | 33'815  | 32'117  | 31'639  | 31'768  | Neuenburg |
| 5.   | Freiburg i. Üe. * | 37'653  | 38'039  | 38'489  | 34'897  | 33'008  | 31'691  | 32'501  | Freiburg  |
| 6.   | La Chaux-de-Fonds | 36'527  | 36'915  | 38'957  | 37'504  | 36'809  | 36'747  | 37'375  | Neuenburg |

Genf ist traditionell die grösste Stadt der französischen Schweiz. Sie ist aus wirtschaftlicher Perspektive der stärkste urbane Raum des Landesteils, vereint als ehemaliger Stadtstaat hingegen traditionell nicht den Grossteil der politischen Macht bei sich. Wirtschaftshistorisch entwickelte sich die Stadt ab dem 16. Jahrhundert stark durch die Uhrenindustrie, wurde dann allerdings durch ihr humanitärisches Engagement (u. a. Gründung des IKRK) auch als internationale Diplomatenstadt von Bedeutung. Im 20. Jahrhundert verfestigte sich der Status der Stadt als internationale Dialogsplattform zuerst durch die Ansiedlung des Hauptsitzes des Völkerbunds und später durch den Zweitsitz der Vereinten Nationen nach New York City.
Lausanne nimmt traditionellerweise in Bevölkerung und Wirtschaftskraft den zweiten Platz hinter Genf im Landesteil ein, der Stadt kommt allerdings zusammen mit dem grossräumigen Waadtländer Kantonsgebiet politisch sowohl auf regionaler als auch eidgenössischer Ebene eine grössere Bedeutung zu. Sie zeichnet sich heute auch durch ihr grosses Hochschulzentrum aus, wo die Universität Lausanne wie auch der Westschweizer Sitz der Eidgenössischen Technischen Hochschule beheimatet sind. Sie ist demnach auch aus wirtschaftlicher Sicht eng mit dem Bereich der Biotechnik und Informatik verbunden, ist allerdings auch ein Verwaltungszentrum eidgenössischer Dimension. Die Stadt wird aufgrund des hier angesiedelten Hauptsitzes des Internationalen Olympischen Komitees auch «Olympische Hauptstadt» genannt.
Die zweisprachige Stadt Biel/Bienne ist der zweitgrösste urbane Ballungsraum des Kantons Bern. Der Stadt kommt aufgrund ihrer kulturellen Vielfalt und ihren Hochschulen (Eidgenössische Hochschule für Sport Magglingen, Hochschule der Künste mit dem Schweizerischen Literaturinstitut, Pädagogische Hochschule der Kantone Bern, Jura und Neuenburg, Berner Fachhochschule Technik und Informatik, Berner Fachhochschule Architektur, Holz und Bau), aber auch aufgrund der wichtigen Präsenz der Uhrenindustrie («Uhrenweltmetropole») eine nationale Bedeutung zu.
In die Stadt Neuenburg wurden am 1. Januar 2021 die zuvor selbständigen Gemeinden Corcelles-Cormondrèche, Peseux und Valangin eingemeindet. Dadurch stieg ihre Einwohnerzahl von ca. 33'500 auf rund 44'500.
Die zweisprachige Stadt Freiburg i. Üe. geniesst aufgrund ihrer kulturellen Scharnierfunktion zwischen dem französisch- und dem deutschsprachigen Landesteil eine gewisse Bedeutung. Die Stadt ist im nationalen Rahmen vor allem auch für ihre Universität berühmt, welche die einzige zweisprachige Universität des Landes ist. Bekannt ist auch die sehr gut erhaltene Altstadt.
La Chaux-de-Fonds ist die zweitgrösste Stadt des Kantons Neuenburg. Sie befindet sich unmittelbar an der französischen Grenze und ist vor allem für ihren industriellen Charakter (schachbrettartiger Stadtgrundriss) bekannt. Sie geniesst zudem auch als wichtiges Zentrum der schweizerischen Uhrenindustrie traditionell eine gewisse Bedeutung. Sie war ausserdem neben Lengnau und Endingen (sowie Carouge, Kanton Genf) eine der wenigen Gemeinden der heutigen Schweiz, die Juden und Jüdinnen die Niederlassung erlaubte, noch heute befindet sich in der Stadt eine in Grösse und Sichtbarkeit wichtige Synagoge.

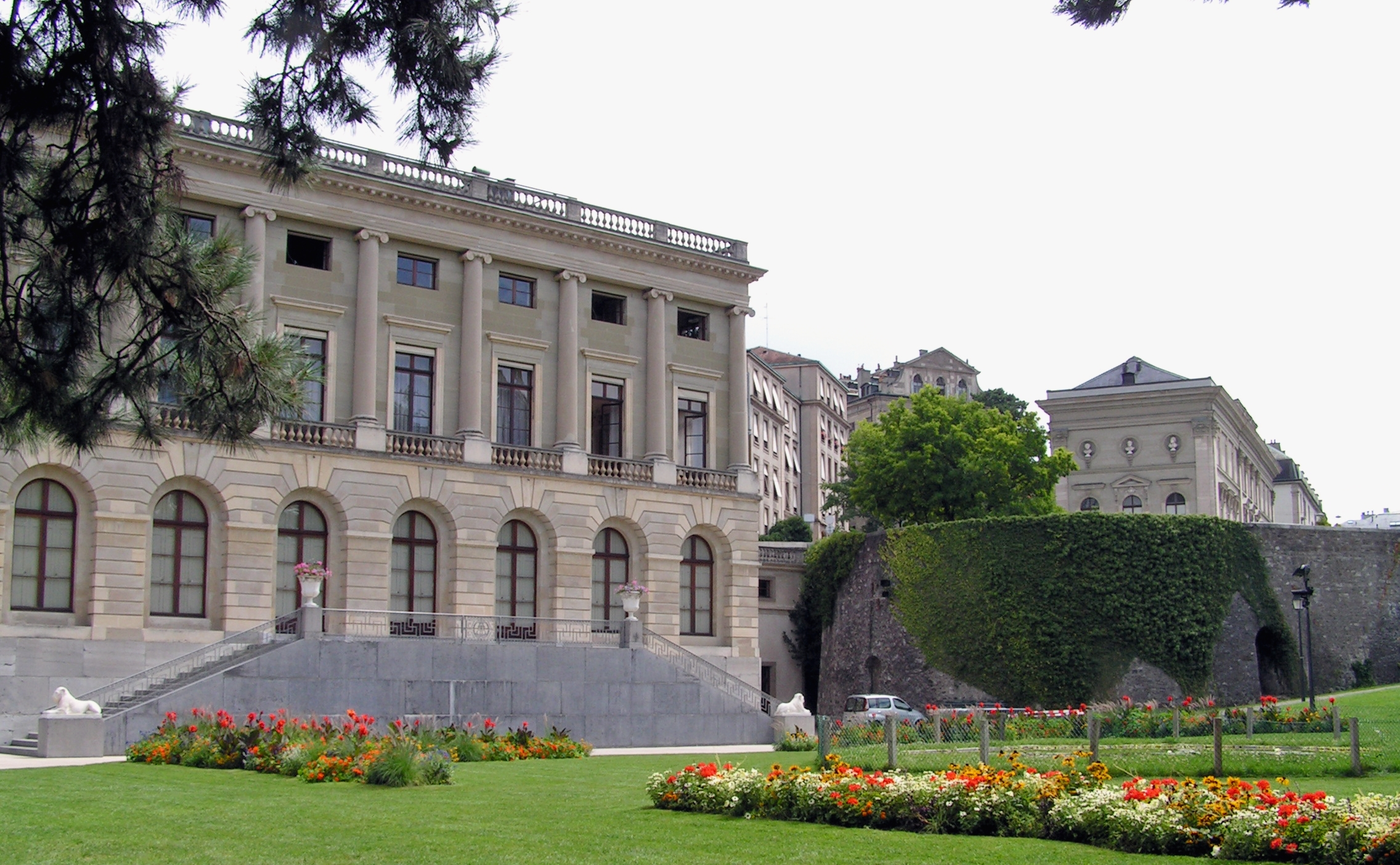
Sitz der Stadtregierung Genfs (Palais Eynard), der grössten Stadt der französischen Schweiz
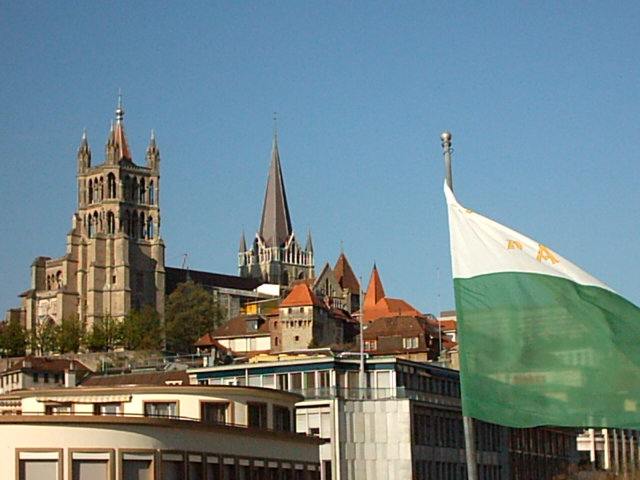
Kathedrale Notre-Dame in Lausanne; früher Bischofssitz, seit der Reformation evangelisch-reformierte Hauptkirche der Stadt
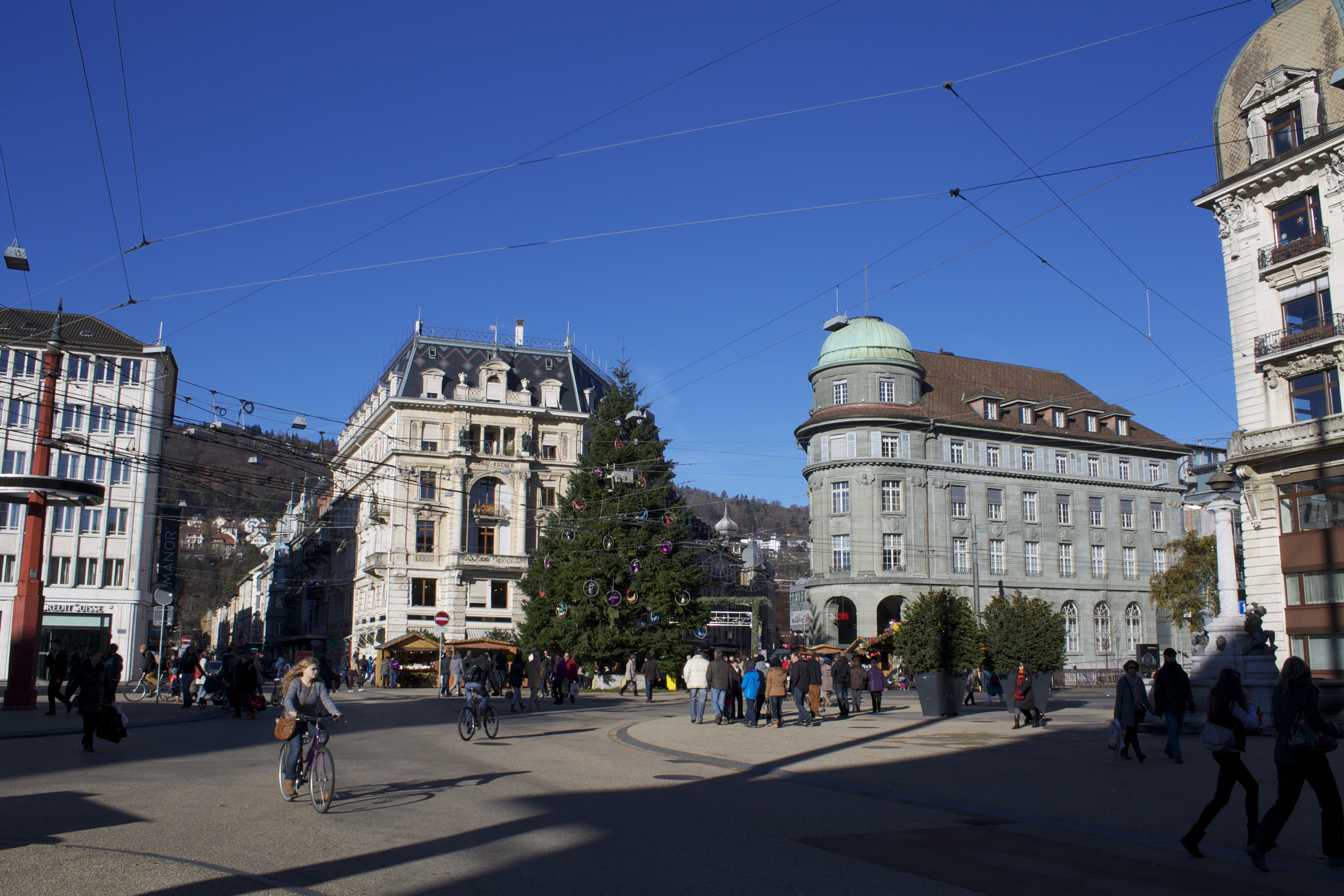
Zentralplatz in der Stadt Biel, geprägt von Gründerzeitarchitektur des späten 19. und frühen 20. Jahrhunderts
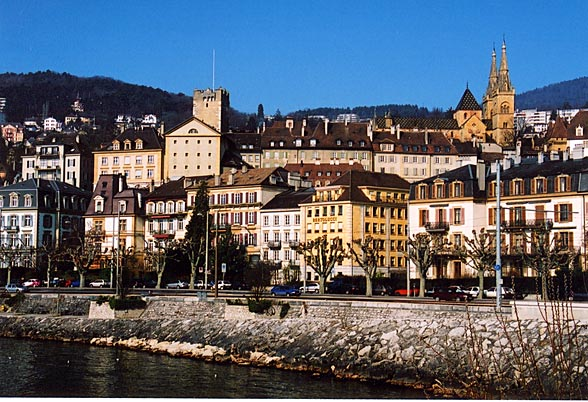
Blick auf Neuenburg; oben rechts die Kollegiatkirche
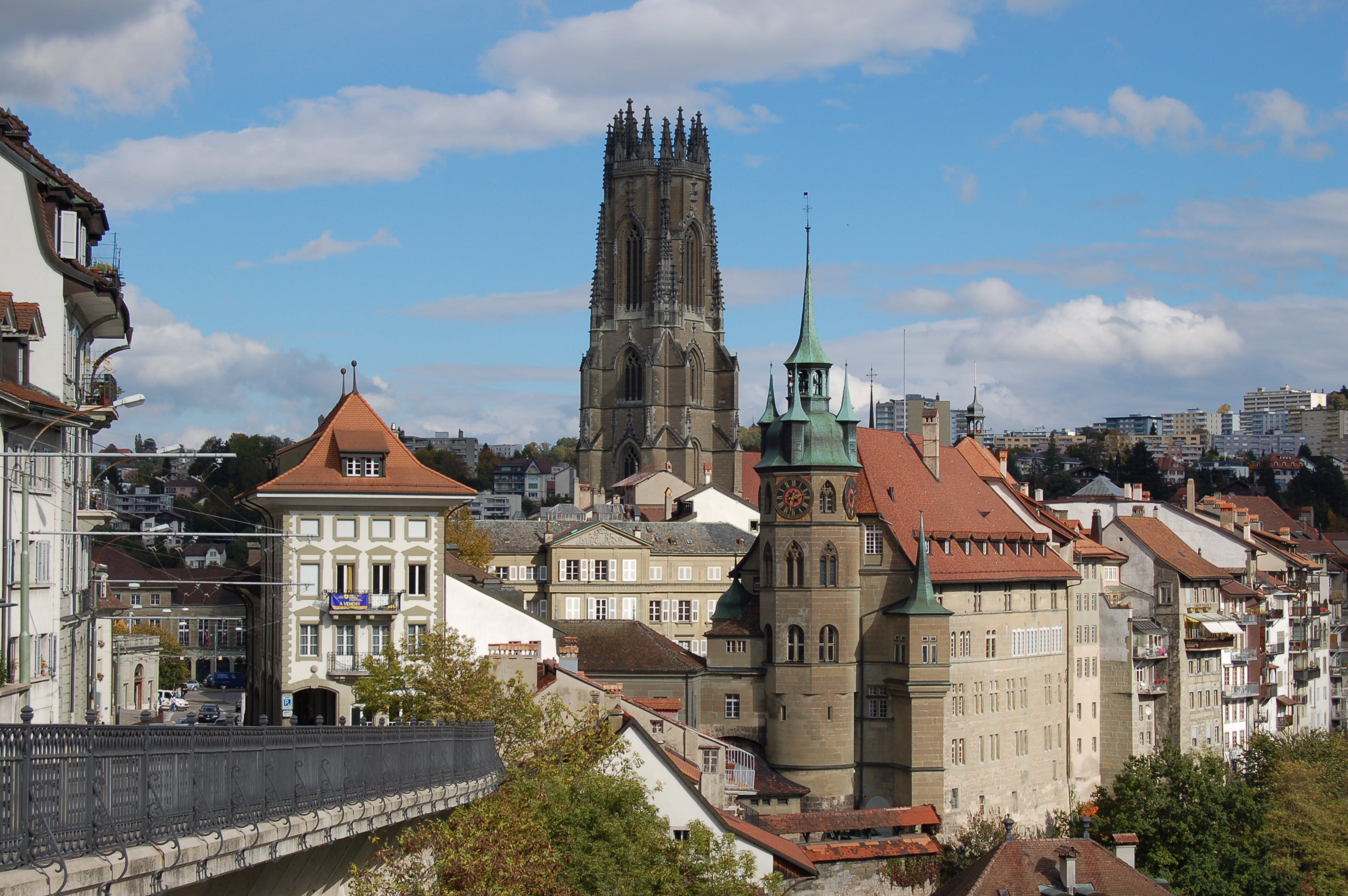
Blick auf Freiburg; in der Mitte der Turm der Kathedrale St. Nikolaus, rechts davor das Rathaus
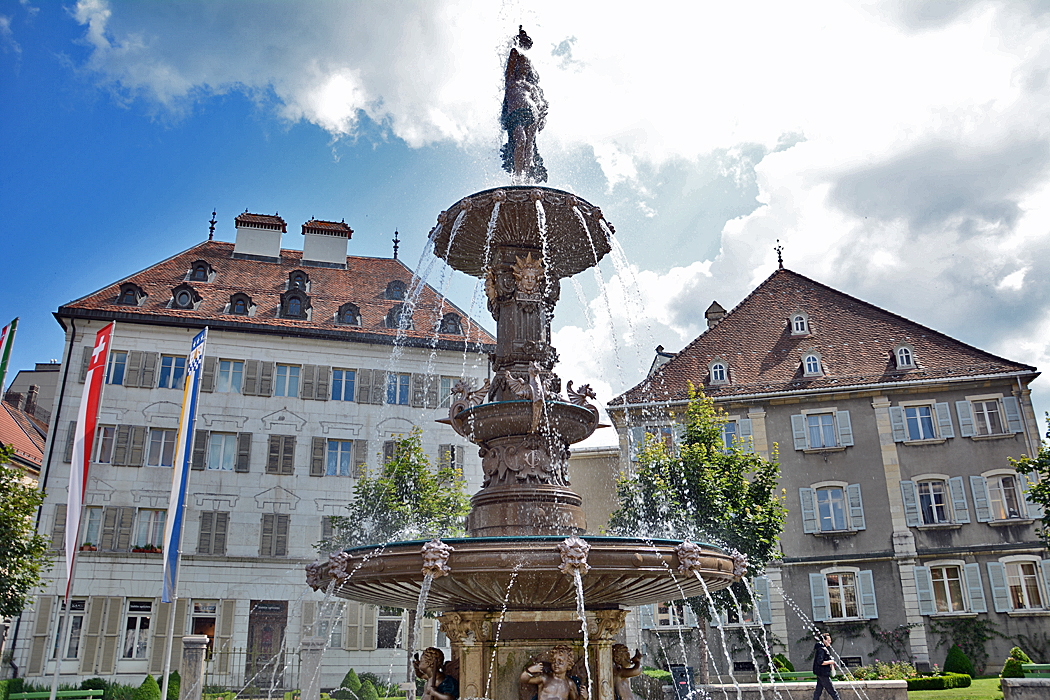
Die Fontaine Monumentale (1888) von La Chaux-de-Fonds entsprach den Ambitionen der Stadt gegen Ende des 19. Jahrhunderts nach einer «monumentalen» Urbanisierung gemäss Pariser Vorbild

## Politik und Verwaltung
Die Politlandschaft der Sprachregion ist durch ihre Vielfalt und die jeweils unterschiedliche kulturelle und wirtschaftliche Ausgangslage der Kantone sehr vielfältig. Dennoch kommt es im Rahmen eidgenössischer Wahlen ungefähr seit den 1990er-Jahren oft vor, dass die Romandie sowohl in sozialen als auch ökonomischen Fragen etatistischer als die Deutschschweiz stimmt.

Ergebnisse der Ausschaffungsinitiative (2010), wobei die Romandie (bis auf den zweisprachigen Kanton Wallis) geschlossen gegen die Initiative und die Deutschschweiz (mit Ausnahme von Basel-Stadt) wie auch die italienische Schweiz geschlossen dafür stimmten

Von grösserer Bedeutung ist vor allem auch das Resultat der Abstimmung über den EWR-Beitritt des Jahres 1992. Hierbei stimmte die gesamte französische Schweiz, zusammen mit den Kantonen Basel-Landschaft und Basel-Stadt, für den Beitritt zum Europäischen Wirtschaftsraum, wurde jedoch vom Rest der Deutschschweiz und vom Kanton Tessin überstimmt. Demnach war das Volksmehr äusserst knapp, mit einem Unterschied von lediglich 23'000 Stimmen, ausgefallen, während aber das Ständemehr aufgrund der Kleinräumigkeit der Romandie (16 von 23 Nein) klar ausfiel. Dennoch zeigte sich bei näherer Betrachtung, dass auch die Deutschschweizer Grossstädte Basel, Bern und Zürich für einen Beitritt votierten und somit im deutschsprachigen Landesteil vor allem der Stadt-Land-Graben entscheidend war. Bei der damit verbundenen Folgeabstimmung um die bilateralen Verträge I im Jahr 2000 zeigte sich der politische Graben zwischen den verschiedensprachigen Landesteilen als geschlossen.
Politisch relevante Unterschiede innerhalb der Romandie zeigen sich auch zwischen den herkömmlich protestantisch und katholisch geprägten Kantonen. Überdies scheint die rechtskonservative Schweizerische Volkspartei, trotz eines französischsprachigen Vertreters in der Landesregierung, Guy Parmelin, weniger ausgeprägt Fuss zu fassen als in der Deutschschweiz.

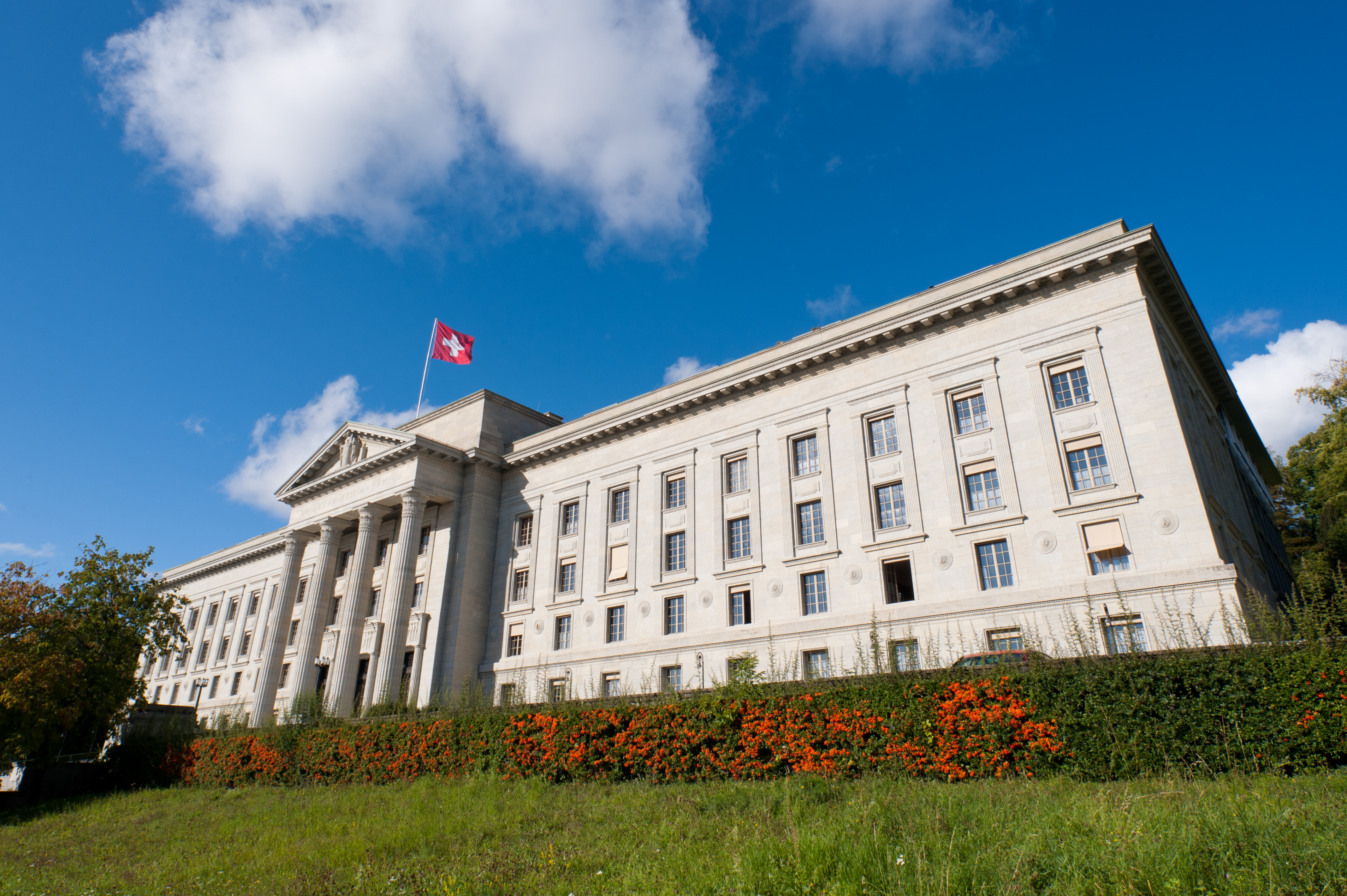
Das Schweizerische Bundesgericht in Lausanne

Historisch zeichnete sich mindestens seit 1893/94 auch eine politische Trennung zwischen der FDP und der Liberalen Partei der Schweiz ab, die mehrheitlich den Sprachgrenzen des Landes folgte. Während in der Deutschschweiz (mit Ausnahme von Basel-Stadt) die liberalen Gruppierungen innerhalb des Freisinns aufgingen, blieb die Liberale Partei in den traditionell protestantisch geprägten Westschweizer Kantonen bis zur Fusion mit der FDP im Jahr 2008 selbstständig. Mit dem Genfer Gustave Ador stellte die Partei zwischen 1917 und 1919 auch ihren ersten und einzigen Bundesrat. Die Partei, die zuweilen als elitär und dem Populismus konträr eingestuft wurde, verlor jedoch zwischen 1993 und 2000 an Unterstützung, und einzig im Kanton Basel-Stadt (LDP) vermag die Partei weiter zu bestehen. Im Westschweizer Politjargon bleibt die Unterscheidung zwischen dem liberalen und dm radikalen (respektive freisinnigen) Erbe der heutigen FDP von Bedeutung.
Als Minderheitenregion hat die Romandie jeweils ein verstärktes Interesse daran, in der nationalen Regierung, also im Bundesrat, vertreten zu sein. Während die französische Schweiz im Jahr 2023 kurzzeitig drei Bundesräte stellte, ist sie seit 2024 mit zwei von sieben Mitgliedern im Bundesrat vertreten:
- Guy Parmelin (Waadt; seit 2014)
- Elisabeth Baume-Schneider (Jura; seit 2023)

In der Romandie haben zwei Bundesämter ihren Sitz: das Bundesamt für Statistik (BFS) in Neuenburg und das Bundesamt für Kommunikation (BAKOM) in Biel.
In der Kantonshauptstadt der Waadt, in Lausanne, befindet sich zudem der Sitz des Schweizerischen Bundesgerichts. Der Schweizer Bundesstaat von 1848 erhielt erst im Jahr 1874 ein Bundesgericht, das auf einer wahrhaftigen Gewaltenteilung im traditionellen Sinne beruhte. Diesem wiederum lag die Revision der Bundesverfassung desselben Jahres zugrunde. Nachdem sich um das Rennen um den neuen Sitz des Gerichts insgesamt sieben Städte des Landes beworben hatten, fiel der Entscheid schliesslich auf Lausanne, als Konzession gegenüber den Westschweizer Freisinnigen, die sich gegen die Verfassungsrevision ausgesprochen hatten. Im Jahr 1927 bezog das Gericht dann die Räumlichkeiten des klassizistischen Neubaus im Park «Mon-Repos».